# Kurt von Lupin

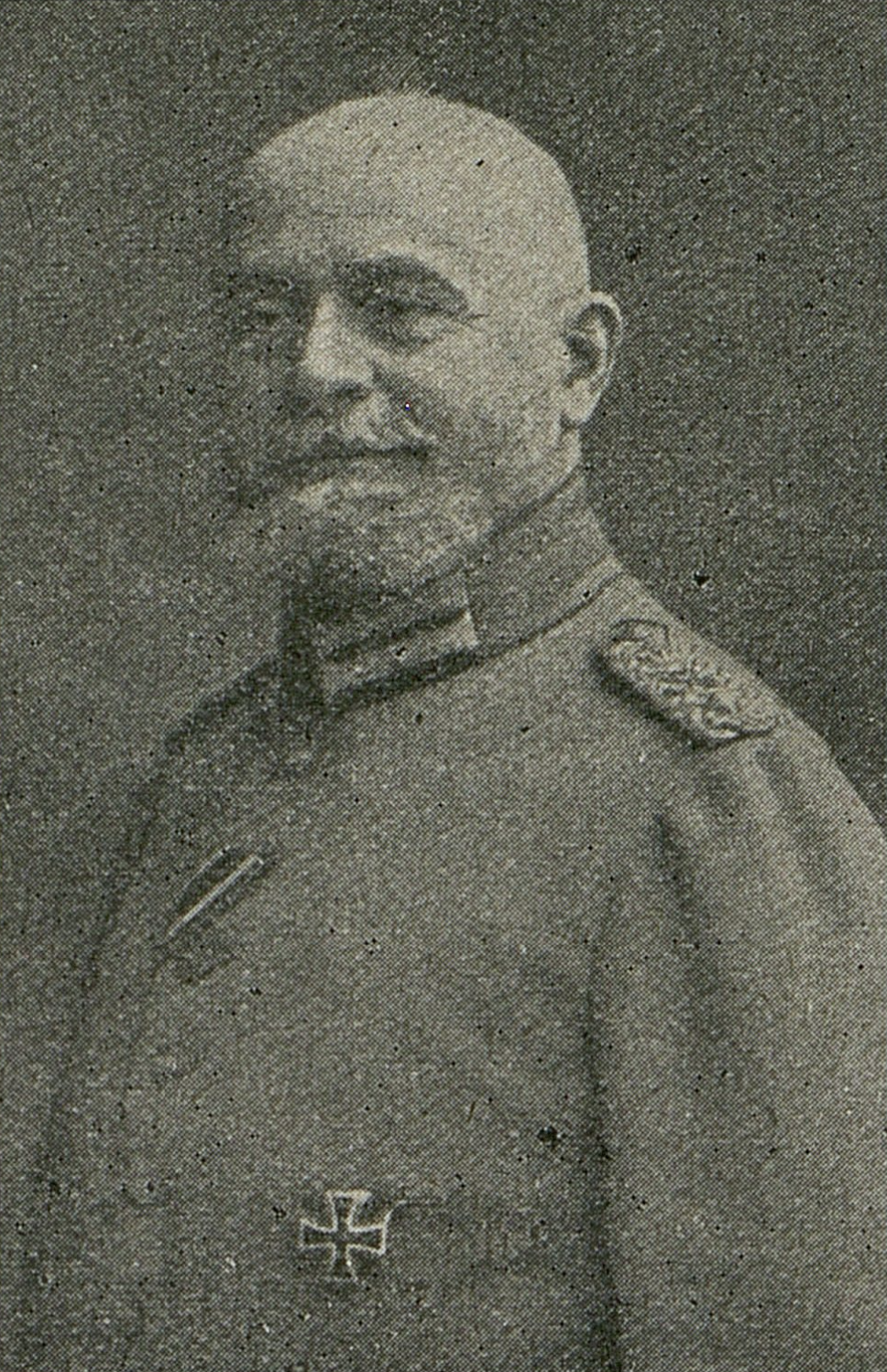

Kurt Freiherr von Lupin (* 30. September 1867 in Ludwigsburg; † 2. November 1938 in Schwäbisch Gmünd) war ein deutscher Generalmajor der Reichswehr.

## Leben

### Herkunft
Kurt war der jüngere Sohn des württembergischen Generalleutnants Hugo von Lupin (1829–1902) und dessen Ehefrau Karoline, geborene Veiel (1841–1917). Sein Bruder Arthur (1861–1920) avancierte ebenfalls zum Generalleutnant in der Württembergischen Armee. Der bayerische Staatsbeamte und Mineraloge Friedrich von Lupin (1771–1845) war sein Großvater.

### Militärkarriere
Nach dem Besuch des Gymnasiums in Schwäbisch Hall trat Lupin am 24. September 1885 als Fahnenjunker in das 7. Infanterie-Regiment Nr. 125 der Württembergischen Armee ein. Bis Anfang Februar 1887 avancierte er zum Sekondeleutnant und von Mai 1890 bis Februar 1893 fungierte Lupin als Bataillonsadjutant. Am 1. April 1893 erfolgte seine Versetzung in das Infanterie-Regiment „Kaiser Wilhelm, König von Preußen“ (2. Württembergisches) Nr. 120 und Mitte Oktober 1893 die Beförderung zum Premierleutnant. Ab dem 14. Juli 1899 war er für vierzehn Monate als Adjutant des Bezirkskommandos Esslingen am Neckar kommandiert. Zeitgleich mit der Beförderung zum Hauptmann am 14. September 1900 wurde Lupin Kompaniechef im 9. Infanterie-Regiment Nr. 127. Diese Funktion sollte er die kommenden knapp dreizehn Jahre ausführen und am 20. März 1911 Major werden. Als solcher ernannte man Lupin am 18. April 1913 zum Kommandeur des II. Bataillons des Grenadier-Regiments „König Karl“ (5. Württembergisches) Nr. 123.
In dieser Eigenschaft nahm Lupin nach dem Beginn des Ersten Weltkriegs und der Mobilmachung im Verbund der 27. Infanterie-Division an der Schlacht bei Longwy teil. Nach Kämpfen um die Maasübergänge und in den Argonnen ging sein Regiment hier in den Stellungskrieg über. Ihm wurden beide Klassen des Eisernen Kreuzes sowie am 9. November 1914 das Ritterkreuz des Militärverdienstordens verliehen und er am 8. März 1915 zum Regimentskommandeur ernannt. Im Dezember 1915 verlegt sein Regiment nach Flandern und lag dort an der Yser in Stellungskämpfen. Lupin wurde am 22. März 1916 zum Oberstleutnant befördert und war im August in die Schlacht an der Somme eingebunden. Nachdem sein Verband Mitte des Monats aus der Front gezogen worden war und in Flandern in die Gegend von St. Eloi verlegte, wurde ihm am 5. September 1916 das Ehrenkreuz des Ordens der Württembergischen Krone mit Schwertern verliehen. Im November kam sein Regiment erneut an der Somme zum Einsatz und verblieb nach Beendigung der Schlacht dort. Im Frühjahr ging der Verband in die Siegfriedstellung zurück und nahm im April/Mai 1917 bei Bullecourt an der Arras-Schlacht teil. Ab Mitte August bis Oktober 1917 wurde Lupin mehrfach in der Dritten Flandernschlacht eingesetzt.
Während der Frühjahresoffensive wurde sein Verband 1918 bei der 2. Armee als Stoßregiment zwischen Gouzeaucourt und Vermand eingesetzt. Dabei gelang es ihm u. a. den Ort Fins einzunehmen. Dafür wurde Lupin am 26. März 1918 der Orden Pour le Mérite verliehen und sein König würdigte ihn am 29. März 1918 mit dem Komturkreuz II. Klasse des Friedrichs-Ordens mit Schwertern. Nach dem Scheitern der Offensive und den Rückzugskämpfen erlitt sein Regiment am 8. August 1918 schwere Verluste. Er wurde am 18. August 1918 zum Oberst befördert und führte die Reste seines Verbandes nach dem Waffenstillstand von Compiègne in die Heimat zurück.
Nach der Demobilisierung erfolgte am 25. Juni 1919 mit der Ernennung zum Kommandanten des Truppenübungsplatzes Münsingen seine Übernahme in die Reichswehr. In dieser Eigenschaft erhielt Lupin am 1. Oktober 1922 den Charakter als Generalmajor und nahm am 31. Januar 1923 seinen Abschied.
Er war Ehrenritter des Johanniterordens.

### Familie
Lupin verheiratete sich am 24. September 1910 mit Julie Mehl (1889–1297). Nach ihrem Tod ehelichte er am 28. Juli 1934 in Schwäbisch-Gmünd Jeanette Marschall (* 1898), vor der er sich am 1. September 1938 wieder scheiden ließ. Aus der ersten Ehe gingen die Töchter Hildegard (* 1911) und Waldtraut (* 1919) hervor.